# Hatari!
Hatari! är en amerikansk dramakomedi från 1962 i regi av Howard Hawks.

## Rollista i urval
- John Wayne - Sean Mercer
- Hardy Krüger - Kurt Müller
- Elsa Martinelli - Dallas
- Red Buttons - Pockets
- Gérard Blain - Chips Maurey
- Michèle Girardon - Brandy
- Bruce Cabot - Little Wolf
- Valentin de Vargas - Luis
- Eduard Franz - Dr. Sanderson